# عليآباد ولي شهنوازي (مقاطعة فهرج)
عليآباد ولي شهنوازي (بالفارسية: علی‌آباد ولی شهنوازی) هي قرية تقع في ناحية نغين كوير في إيران. يقدر عدد سكانها بـ 536 نسمة .